# Наперстянка мелкоцветковая
Наперстянка мелкоцветковая (лат. Digitalis parviflora) — травянистое растение, вид рода Наперстянка (Digitalis) семейства Подорожниковые (Plantaginaceae). Растение произрастает в горных районах северной Испании и иногда культивируется как декоративное растение. Все части растения ядовиты.

## Описание

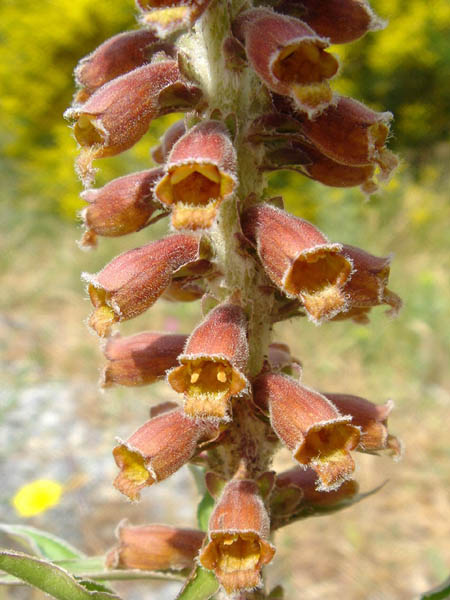
Цветки

Многолетнее травянистое растение, образующее зимой рыхлые розетки листьев, достигающее летом высоты от 40 до 60 (максимум 90) см с несколькими, густо облиственными, более или менее голыми стеблями.
Листья тёмно-зелёные, простые, кожистые, ланцетные, цельнокрайные или слегка зубчатые, сверху голые, снизу коротковолосистые по жилкам и краю листа. Нижние листья достигают 25 см в длину и 2,5 см в ширину. Стеблевые листья сужаются к верхушке.
Соцветие верхушечное, узкое, кистевидное, густо покрыто многочисленными цветками на коротких стеблях. Прицветники имеют длину от 7 до 12 мм и ширину от 1 до 2 мм. Обычно более 100 обоеполых, зигоморфных цветков размером от 9 до 13 мм расположены вокруг беловойлочного соцветия. Чашелистики яйцевидные, тупые, по краям волосистые, слегка отстоят от венчика. Более или менее двугубая, длиной 8—12 мм и шириной 4—5 мм, тёмно-красновато-коричневая трубка венчика снаружи железистая, на конце губ венчика имеются белые волоски. Верхняя губа венчика тупая. Нижняя губа венчика имеет треугольные, закругленные боковые доли и центральную долю венчика длиной 2—2,5 мм. Период цветения приходится на июнь. Цветки, содержащие нектар, опыляются пчёлами.
Когда плод созревает, железистая завязь превращается в яйцевидную, более или менее голую коробочку длиной 7,5—9 мм и длиной 4,5—6 мм. Он содержит множество светло-коричневых семян в форме почки длиной 1,3—1,5 мм и шириной 0,5—0,7 мм, которые распространяются, когда соцветие перемещается ветром (анемохория) или бродячим животным (зоохория).

## Распространение
Естественный ареал наперстянки мелкоцветковой простирается на севере и в средней части Пиренейского полуострова от Кантабрийских гор до горного хребта Сьерра-де-Гвадаррама северной части Пиренейского водораздельного хребта. Растение произрастает на каменистых склонах, а также на солнечных и частично затенённых холмах, на травянистых насыпях, канавах, опушках кустарников и лесных полянах на высоте от 500 до 2000 метров. Участки в основном расположены на известняках, реже на силикатах.

## Таксономия
Название Digitalis parviflora было впервые опубликовано в 1770 году Николаусом Йозефом фон Жакеном в Hortus botanicus Vindobonensis (Hort. Bot. Vindob.), Том 1, с. 6. Видовой эпитет parviflora означает «мелкоцветковый».
На основании общих морфологических характеристик, особенно коротких цветоносов, трубчатых или слегка колокольчатых цветков, Digitalis parviflora была сгруппирована вместе с Digitalis lutea и другими видами наперстянок в секцию Tubiflorae. Однако филогенетические исследования показали, что секция Tubiflorae является полифилетической, то есть представляет собой «неестественную» группировку, не имеющую непосредственно общей предковой формы. Поскольку вид Digitalis parviflora генетически (а также географически) довольно изолирован, теперь он выделен в отдельную секцию (Parviflorae).

## Применение

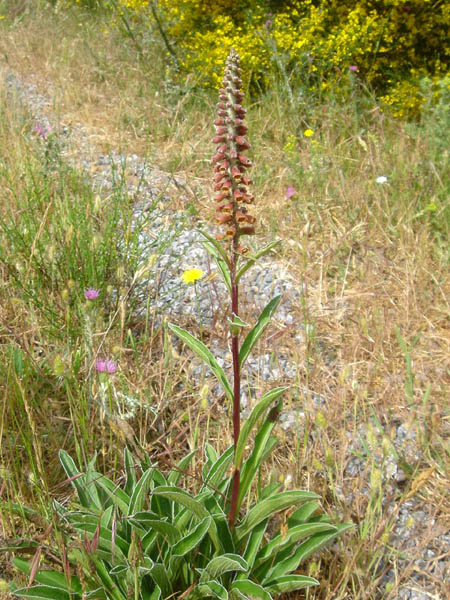
Общий вид цветущего растения

Мелкоцветковая наперстянка подходит в качестве долговечного декоративного растения, например, для средиземноморских садов, альпинариев, степных садов и солнечных лесных опушек. Несмотря на довольно приглушённую окраску цветков, соцветия, похожие на свечи, выглядят очень эффектно и создают тёплую средиземноморскую атмосферу. Благодаря вечнозелёным листовым розеткам и устойчивым семенным головкам растение считается привлекательным даже зимой. Растет на солнечных и частично затененных местах, на проницаемых, довольно сухих почвах и размножается умеренным самосевом. Наперстянка морозостойка до −18 °C (зона 7 USDA).
Наперстянка мелкоцветковая ядовита и содержит эффективные в лечебных целях сердечные гликозиды. Однако основной фармакологический интерес к роду Digitalis направлен на два других вида наперстянок: Digitalis purpurea и Digitalis lanata, которые имеют более высокое содержание активных ингредиентов и также традиционно используются в качестве лекарственных растений.